# St. Helen Without
St. Helen Without – civil parish w Anglii, w hrabstwie Oxfordshire, w dystrykcie Vale of White Horse. Leży 8 km na południowy zachód od Oksfordu i 85 km na zachód od Londynu.